# Rue Bassompierre
Pour les articles homonymes, voir Bassompierre.
La rue Bassompierre est une voie du 4e arrondissement de Paris, en France.

## Situation et accès
La rue Bassompierre est une voie publique située dans le 4e arrondissement de Paris. Elle débute au 25, boulevard Bourdon et se termine au 10, rue de l'Arsenal.

## Origine du nom
Elle doit son nom au maréchal de France François de Bassompierre (1579-1646).

## Historique
Cette voie fut ouverte en 1841 dans l'enclos du petit Arsenal et prend sa dénomination actuelle par une ordonnance du 5 août 1844.

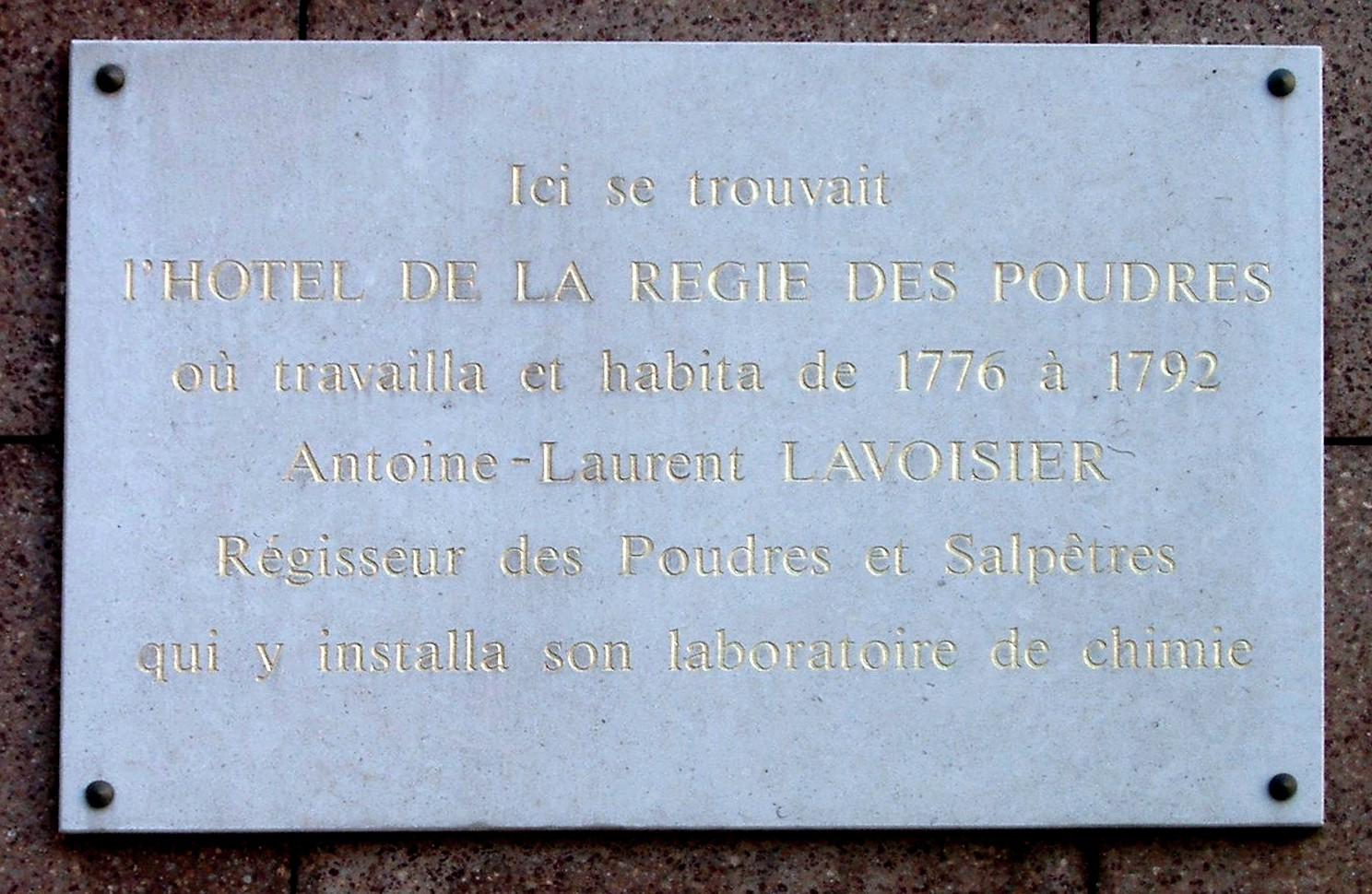
Plaque commémorant le séjour d'Antoine de Lavoisier au grand Arsenal.